# ストーマ用装具
ストーマ用装具（ストーマようそうぐ）とは、人工膀胱や人工肛門を造設した際、腹部に作られたストーマから排泄される「尿」もしくは「便」を貯留するための装具のこと。

## 概要
素材は主にビニールで作られ、用途別に人工膀胱用と人工肛門用に分けられる。また、形態はワンピースタイプ（腹部に貼り付ける部分〔フランジ〕と貯留するための部分〔パウチ〕が一体になった物）と、ツーピースタイプ（腹部に貼り付ける部分〔フランジ〕と貯留するための部分〔パウチ〕がそれぞれ別個になった物）の2種に分類される。
ストーマ用装具には健康保険は適用されない。内部障害者として身体障害者手帳を交付されていれば、装具購入に際して公的な援助が受けられる場合がある。（オストメイト#オストメイトをサポートする社会福祉制度を参照）